# Amanita altipes
Amanita altipes Zhu L. Yang, M. Weiss & Oberw, 2004 è un fungo basidiomicete della famiglia delle Amanitaceae.

## Etimologia
Il nome deriva dal latino altus, alto e pes, piede, con riferimento al gambo allungato.

## Descrizione della specie

### Cappello
4-9 cm di diametro, convesso a piano-convesso, largamente umbonato
Cuticolaviscida con tempo umido, giallastra, spesso brunastra al centro e più chiara al margine
Marginestriato, non appendiculato

### Lamelle
Libere, biancastre a giallastre, intercalate da lamellule.

### Gambo
9-16 x 0,5-1,8 cm, sub-cilindrico, squamoso, giallastro, con bulbo basale sub-globoso, 0,8-3,2 cm di diametro, di colore biancastro.

### Anello
Persistente, pendente, collocato 1-3 cm sotto l'apice del gambo, di colore giallo crema-giallastro.

### Volva
Giallastra, con squame giallastre.

### Carne
Bianca, immutabile.

### Caratteri microscopici
Spore8-10 x 7,5-9,5 μm, globose a subglobose, non amiloidi, ialine.
Basidi40-60(75) x 10-16 μm, clavati, tetrasporici, raramente bisporici, con sterigma lungo 3-6 μm.
Giunti a fibbiaassenti.

## Distribuzione e habitat
L'Amanita altipes fruttifica solitario o gregario sotto Abies, Picea, Quercus, Betula e Salix, da agosto a settembre. È una specie rinvenuta nella zona dell'Himalaya(Cina) ad un'altitudine di 2700-4000 m.

## Commestibilità
Senza valore.

## Tassonomia

### Specie simili
- Amanita orientigemmata Zhu L. Yang et Yoshim. Doi
- Amanita pantherina var. lutea W. F. Chiu,
- Amanita elata (Massee) Corner et Bas
- Amanita junquillea Quél.
- Amanita russuloides (Peck) Sacc.
- Amanita xylinivolva Tulloss, Ovrebo et Halling